# Machlolophus
Machlolophus — рід горобцеподібних птахів родини синицевих (Paridae). Представники цього роду мешкають в Південній і Південно-Східній Азії.

## Систематика
Представників цього роду довгий час відносили до роду Синиця (Parus), однак за результатами молекулярно-генетичного дослідження, опублікованого в 2013 році, вони були віднесені до відновленого роду Machlolophus.

## Види
Виділяють п'ять видів:
- Синиця білокрила (Machlolophus nuchalis)
- Синиця тайванська (Machlolophus holsti)
- Синиця гімалайська (Machlolophus xanthogenys)[6]
- Синиця індійська (Machlolophus aplonotus)[7]
- Синиця королівська (Machlolophus spilonotus)

## Етимологія
Наукова назва роду Machlolophus походить від сполучення слів дав.-гр. μαχλος — пишний і дав.-гр. λοφος — чуб.